# Topologische Sphäre
Die Sphäre ist ein wichtiges Objekt in den mathematischen Teilgebieten Topologie und Differentialgeometrie. Aus Sicht dieser mathematischen Gebiete ist die Sphäre eine Mannigfaltigkeit. Sie ist deshalb so wichtig, weil sie das einfachste Beispiel einer kompakten Mannigfaltigkeit ist.

## Sphären in der Topologie
- Unter einer topologischen Sphäre versteht man eine topologische Mannigfaltigkeit, die homöomorph zur Einheitssphäre im Rn+1 ist. Sie wird mit {\displaystyle S^{n}} bezeichnet. Aus Sicht der Topologie betrachtet ist beispielsweise die Oberfläche eines Würfels also auch eine 2-Sphäre. Die 1-dimensionale Sphäre wird auch als Kreis bezeichnet.

- Man erhält eine topologische {\displaystyle n}-Sphäre, indem man die Ränder zweier {\displaystyle n}-Kugeln orientierungsumkehrend miteinander verklebt.

- Die {\displaystyle n}-Sphäre ist auch gerade die Alexandroff-Kompaktifizierung des {\displaystyle \mathbb {R} ^{n}} und daher kompakt. Ebenso entsteht sie durch Zusammenkleben des Randes einer {\displaystyle n}-dimensionalen abgeschlossenen Vollkugel (hier folgt die Kompaktheit daraus, dass das Zusammenkleben (als Finaltopologiebildung) stetig ist und daher die kompakte abgeschlossene Vollkugel auf ein Kompaktum abbildet).

- Die {\displaystyle (n-1)}-Sphäre  {\displaystyle S^{n-1}} des {\displaystyle \mathbb {R} ^{n}} ist homöomorph zum geometrischen Rand eines jeden n-Simplexes und ist in diesem Sinne ein krummes Polyeder.[1]

- Die {\displaystyle S^{n}\subset \mathbb {R} ^{n+1}} ist zu keiner  Teilmenge eines {\displaystyle \mathbb {R} ^{m}(m\leq n)} homöomorph, wie sich aus dem Borsukschen Antipodensatz ergibt.  Dies wiederum impliziert die sogenannte Invarianz der Dimension.[2]

- Die {\displaystyle S^{n-1}} ist kein Retrakt von {\displaystyle B^{n}=\{x\in \mathbb {R} ^{n}:\|x\|_{2}\leq 1\}}[3][4]. Das bedeutet, dass es keine stetige Abbildung der n-dimensionalen Einheitskugel {\displaystyle B^{n}} auf die (n-1)-dimensionale Sphäre {\displaystyle S^{n-1}} gibt, welche die Punkte der {\displaystyle S^{n-1}} fix lässt. Diese Aussage ist gleichwertig mit der Aussage des Brouwerschen Fixpunktsatzes[5].

- Die {\displaystyle S^{n}} lässt sich auch als der als Quotient {\displaystyle SO(n+1)/SO(n)} gebildete homogene Raum auffassen. Das Haarmaß der {\displaystyle SO(n+1)} überträgt sich dabei zu einem rotationsinvarianten Maß auf der Sphäre {\displaystyle S^{n}}.

## Differenzierbare Strukturen
Im Bereich der Differentialtopologie wird die Sphäre noch mit einer differenzierbaren Struktur ausgestattet, so dass man von differenzierbaren Abbildungen auf der Sphäre sprechen kann. Auf einer topologischen Mannigfaltigkeit ist es in der Regel möglich unterschiedliche nicht kompatible differenzierbare Strukturen zu definieren. Die stereografischen Projektion beispielsweise induziert die auf der Sphäre meist betrachtete differenzierbare Struktur. Bei der Sphäre hängt es von der Dimension ab, ob es noch weitere differenzierbare Strukturen gibt. Der Mathematiker John Milnor beschäftigte sich mit diesem Thema und zeigte die Existenz von sogenannten exotischen Sphären.

## Aussagen über Sphären

### Poincaré-Vermutung
Die Poincaré-Vermutung lautet:
Jede geschlossene einfach zusammenhängende 3-dimensionale Mannigfaltigkeit ist homöomorph zur 3-Sphäre
Darüber hinaus gibt es noch eine Verallgemeinerung der Vermutung, auf n-dimensionale Mannigfaltigkeiten in der folgenden Form:
Jede geschlossene n-Mannigfaltigkeit mit dem Homotopietyp einer n-Sphäre ist zur n-Sphäre homöomorph.
Für den Fall n=3 stimmt diese verallgemeinerte Vermutung mit der ursprünglichen Poincaré-Vermutung überein. Für den Fall {\displaystyle n>4} wurde sie 1960 von Stephen Smale bewiesen, für den Fall {\displaystyle n=4} 1982 von Michael Freedman. Der russische Mathematiker Grigori Perelman bewies die Poincaré-Vermutung im Jahre 2002, wofür ihm die Fields-Medaille zuerkannt wurde. Diese lehnte er jedoch ab.

### Exotische Sphären
Der US-amerikanische Mathematiker John Milnor fand 1956 heraus, dass es differenzierbare Mannigfaltigkeiten gibt, die homöomorph zur 7-Sphäre sind, ihre differenzierbaren Strukturen jedoch nicht kompatibel miteinander sind. Zusammen mit dem Schweizer Mathematiker Michel Kervaire zeigte er, dass für die 7-Sphäre {\displaystyle S^{7}} 15 verschiedene differenzierbare Strukturen (28 bei Berücksichtigung der Orientierung) existieren.

### Sphärensatz
Die Mathematiker Harry Rauch, Wilhelm Klingenberg und Marcel Berger konnten zeigen, dass bei bestimmten Voraussetzungen an die Krümmung kompakter riemannscher Mannigfaltigkeit diese homöomorph zur Sphäre sind, es sich also um topologische Sphären handelt. Diese Aussage wurde noch verschärft. Es konnte sogar gezeigt werden, dass diese riemannsche Mannigfaltigkeit dann diffeomorph zur Sphäre mit der normalen differenzierbaren Struktur ist.

### Topologische Gruppen
Die einzigen Sphären, die gleichzeitig eine Gruppenstruktur haben und damit eine topologische Gruppe bilden, sind die 0-, 1- und die 3-Sphäre. Dabei entspricht der 0-Sphäre die Gruppe {\displaystyle \mathbb {Z} /2\mathbb {Z} }, der 1-Sphäre {\displaystyle S^{1}} die Lie-Gruppe U(1) und der 3-Sphäre {\displaystyle S^{3}} die Lie-Gruppe SU(2).
Die 7-Sphäre ist zwar keine topologische Gruppe, aber sie ist eine echte Moufang-Loop, da sie durch die Oktonionen mit dem Betrag 1 beschrieben werden kann.

### Parallelisierbarkeit
Die 1-, 3- und 7-Sphäre sind die einzigen Sphären, die parallelisierbar sind. Aus dem Satz vom Igel folgt, dass eine Sphäre mit gerader Dimension nicht parallelisierbar ist. Die Ausnahmestellung der 1-, 3- und 7-Sphäre hängt allerdings mit der Existenz der Divisionsalgebren zusammen.